# Willowfield Football Club
 (octobre 2018).
Le Willowfield Football Club est un club nord-irlandais de football basé à Belfast aujourd'hui disparu. Il a été actif pendant l'entre-deux-guerre et connait en 1928 son plus grand succès, une victoire en Coupe d'Irlande du Nord de football.

## Histoire
Le club de football est une émanation du Willowfield Unionist Club.
La structure associative n'a jamais participé au championnat d'Irlande du Nord de football mais uniquement à des compétitions Intermediate un niveau intermédiaire entre les catégories de jeunes et la catégorie Senior.
A ce titre le Willowfield Football Club devient en 1928 le tout premier club extérieur à la Ligue d'Irlande du Nord à remporter la Coupe d'Irlande du Nord de football. Quatre ans auparavant le club avait déjà atteint la finale de la compétition perdant alors le match contre le Queen's Island Football Club. Lors de l'édition 1927-1928, Willowfield bat en finale à Windsor Park le larne Football Club sur le score de 1 but à zéro.
Lors de la saison 1927-1928, en plus de la Coupe d'Irlande du Nord, le Willowfield FC remporte aussi le championnat Intermediate et la Steel & Sons Cup, les deux compétitions de sa catégorie.
Le club joue ses matchs au Willowfield Recreation Grounds qui est cédé en 1935 au Malone Rugby Club. A cette date le club a déjà été dissous.

## Palmarès
- Coupe d'Irlande du Nord de football
  - Vainqueur en 1927-1928
  - Finaliste en 1923-1924